# Élections législatives fidjiennes de 2006
Des élections législatives ont lieu aux Fidji du 6 au 13 mai 2006, pour renouveler l'ensemble des soixante-et-onze sièges de la Chambre des Représentants, chambre basse du Parlement.
Les députés sont élus avec un mandat de cinq ans. Le gouvernement (premier ministre et ministres) émane de sa majorité.

## Système électoral
De par la Constitution de 1997, le pays est divisé en 71 circonscriptions uninominales, dont la plupart sont attribuées à des communautés ethniques. 23 députés autochtones sont élus par les citoyens autochtones (appelés "fidjiens") ; 19 élus par et parmi les citoyens d'appartenance ethnique indienne (c.f. Indiens des Fidji) ; 1 député élu par et parmi les Rotumiens ; 3 élus par et parmi les citoyens de tout autre appartenance ethnique ; et 25 élus par l'ensemble des citoyens sans distinction ethnique. Chaque électeur avait à choisir deux candidats : un dans sa circonscription ethnique, et un dans sa circonscription dite "ouverte", où pouvaient se présenter des candidats de diverses origines,.
Le système électoral employé était celui du vote alternatif. Chaque électeur était invité à classer les candidats de ses circonscriptions par ordre de préférence.

## Partis politiques
Outre des candidats sans étiquette, douze partis politiques prirent part à l'élection en se présentant dans au moins une circonscription. Parmi ceux-ci, les deux principaux partis du pays : le  Soqosoqo Duavata ni Lewenivanua (SDL), conservateur, prônant la suprématie des intérêts autochtones, et dirigé par le premier ministre sortant Laisenia Qarase ; et le Parti travailliste, principal parti d'opposition, avec à sa tête Mahendra Chaudhry.
Parmi les autres partis représentés dans la législature sortante, l'Alliance conservatrice (mouvement nationaliste autochtone dont était membre George Speight, l'auteur du coup d'État de 2000 contre le gouvernement Chaudhry) s'était fondue dans le SDL, et ne présenta pas de candidats sous sa propre bannière. Le Parti général uni, représentant principalement les intérêts des 'électeurs généraux' (citoyens d'origine ethnique européenne, chinoise...), s'était mué en Parti des peuples unis. Le Parti de la fédération nationale, autrefois très influent, présenta à nouveau des candidats. Le Nouveau parti travailliste de l'unité, qui avait deux sièges avant l'élection, n'en présenta pas,.
L'un des principaux différends entre les deux principaux partis pendant la campagne fut le projet d'amnistie que souhaitait introduire le gouvernement Qarase, avec certaines conditions, pour les auteurs du coup d'État de 2000.

## Résultats

### Résultats d'ensemble
L'élection fut une victoire pour le gouvernement sortant, qui obtint une majorité absolue avec trente-six sièges. Il ne conserva, toutefois, pas longtemps le pouvoir. Le chef des armées, le contre-amiral Voreqe Bainimarama, maintint les critiques qu'il avait déjà formulées contre le gouvernement Qarase, l'accusant de mener une politique raciste en prônant la primauté des intérêts autochtones via une politique de 'discrimination positive', divisant ainsi le pays. Le contre-amiral s'opposa à un projet de loi qui aurait attribué la pleine propriété des zones de pêche côtières aux autochtones, ainsi qu'au projet d'amnistie de certains des participants au coup d'État ethno-nationaliste de l'an 2000. Après des négociations infructeuses, Voreqe Bainimarama mena un coup d'État le 5 décembre, démettant le gouvernement et promettant des réformes pour mettre fin au racisme en politique.
| Partis | Partis                                  | Dirigeants         | Voix    | %    | Sièges | +/-           |
| ------ | --------------------------------------- | ------------------ | ------- | ---- | ------ | ------------- |
|        | Parti des Fidji unies (SDL)             | Laisenia Qarase    | 342 352 | 44,6 | 36     | 5             |
|        | Parti travailliste (PT)                 | Mahendra Chaudhry  | 300 797 | 39,2 | 31     | 4             |
|        | Parti des peuples unis (PPU)            | Mick Beddoes       | 6 474   | 0,9  | 2      | 1             |
|        | Parti de la fédération nationale (PFN)  | Pramod Rae         | 47 615  | 6,2  | 0      | 1             |
|        | Parti de l'Alliance nationale (PAN)     | Ratu Epeli Ganilau | 22 504  | 2,9  | 0      | en stagnation |
|        | Parti de l'unité nationale (PUN)        | Sairusi Nagagavoka | 6 226   | 0,8  | 0      | en stagnation |
|        | Parti nationaliste Vanua Tako Lavo (PN) | Iliesa Duvuloco    | 3 657   | 0,5  | 0      | en stagnation |
|        | Autres partis                           | Autres partis      | 499     | 0,1  | 0      | Nv            |
|        | Indépendants                            | Indépendants       | 37 571  | 4,9  | 2      | en stagnation |
|        |                                         |                    |         |      |        |               |
| Total  | Total                                   | Total              | 767 695 | 100  | 71     | en stagnation |

| Majorité absolue |     |     |  |
| ↓                |     |     |  |
| 31               | 2   | 36  |  |
| PT               | PPU | SDL |  |

### Résultats par circonscription
Les résultats complets sont les suivants :

#### Sièges ethniques autochtones
Bua
| Parti de l'élu | Parti de l'élu | Candidat élu      | Voix  | %     | Remarque |
| -------------- | -------------- | ----------------- | ----- | ----- | -------- |
|                | SDL            | Mitieli Bulanauca | 4 321 | 80,65 |          |

Kadavu
| Parti de l'élu | Parti de l'élu | Candidat élu  | Voix  | %     | Remarque |
| -------------- | -------------- | ------------- | ----- | ----- | -------- |
|                | SDL            | Konisi Yabaki | 3 766 | 74,44 |          |

Lau
| Parti de l'élu | Parti de l'élu | Candidat élu    | Voix  | %     | Remarque |
| -------------- | -------------- | --------------- | ----- | ----- | -------- |
|                | SDL            | Simione Kaitani | 5 109 | 82,28 |          |

Macuata
| Parti de l'élu | Parti de l'élu | Candidat élu       | Voix  | %     | Remarque |
| -------------- | -------------- | ------------------ | ----- | ----- | -------- |
|                | SDL            | Isireli Leweniqila | 7 075 | 86,84 |          |

Nadroga et Navosa
| Parti de l'élu | Parti de l'élu | Candidat élu        | Voix   | %     | Remarque |
| -------------- | -------------- | ------------------- | ------ | ----- | -------- |
|                | SDL            | Ratu Isikeli Tasere | 10 624 | 71,56 |          |

Naitasiri
| Parti de l'élu | Parti de l'élu | Candidat élu             | Voix  | %     | Remarque |
| -------------- | -------------- | ------------------------ | ----- | ----- | -------- |
|                | SDL            | Ilaitia Bulidiri Tuisese | 8 455 | 84,14 |          |

Namosi
| Parti de l'élu | Parti de l'élu | Candidat élu             | Voix  | %     | Remarque |
| -------------- | -------------- | ------------------------ | ----- | ----- | -------- |
|                | SDL            | Ratu Suliano Matanitobua | 2 481 | 89,12 |          |

Ra
| Parti de l'élu | Parti de l'élu | Candidat élu       | Voix  | %     | Remarque |
| -------------- | -------------- | ------------------ | ----- | ----- | -------- |
|                | SDL            | Tomasi Vuetilovoni | 6 456 | 76,29 |          |

Rewa
| Parti de l'élu | Parti de l'élu | Candidat élu    | Voix  | %     | Remarque |
| -------------- | -------------- | --------------- | ----- | ----- | -------- |
|                | SDL            | Ro Teimumu Kepa | 3 401 | 56,36 |          |

Serua
| Parti de l'élu | Parti de l'élu | Candidat élu  | Voix  | %     | Remarque |
| -------------- | -------------- | ------------- | ----- | ----- | -------- |
|                | SDL            | Pio Tabaiwalu | 2 792 | 77,51 |          |

Ba-est
| Parti de l'élu | Parti de l'élu | Candidat élu | Voix  | %     | Remarque |
| -------------- | -------------- | ------------ | ----- | ----- | -------- |
|                | SDL            | Paulo Ralulu | 5 528 | 60,43 |          |

Ba-ouest
| Parti de l'élu | Parti de l'élu | Candidat élu      | Voix  | %     | Remarque |
| -------------- | -------------- | ----------------- | ----- | ----- | -------- |
|                | SDL            | Ratu Meli Saukuru | 9 211 | 80,05 |          |

Tailevu-nord
| Parti de l'élu | Parti de l'élu | Candidat élu        | Voix  | %     | Remarque |
| -------------- | -------------- | ------------------- | ----- | ----- | -------- |
|                | SDL            | Samisoni Tikoinasau | 6 281 | 80,90 |          |

Tailevu-sud
| Parti de l'élu | Parti de l'élu | Candidat élu      | Voix  | %     | Remarque |
| -------------- | -------------- | ----------------- | ----- | ----- | -------- |
|                | SDL            | Irami Matairavula | 6 722 | 80,79 |          |

Cakaudrove-est
| Parti de l'élu | Parti de l'élu | Candidat élu            | Voix  | %     | Remarque |
| -------------- | -------------- | ----------------------- | ----- | ----- | -------- |
|                | SDL            | Ratu Naiqama Lalabalavu | 6 120 | 88,86 |          |

Cakaudrove-ouest
| Parti de l'élu | Parti de l'élu | Candidat élu   | Voix  | %     | Remarque |
| -------------- | -------------- | -------------- | ----- | ----- | -------- |
|                | SDL            | Niko Nawaikula | 7 674 | 90,10 |          |

Urbain nord-est
| Parti de l'élu | Parti de l'élu | Candidat élu    | Voix   | %     | Remarque |
| -------------- | -------------- | --------------- | ------ | ----- | -------- |
|                | SDL            | Nanise Nagusuca | 11 545 | 84,55 |          |

Urbain nord-ouest
| Parti de l'élu | Parti de l'élu | Candidat élu | Voix   | %     | Remarque |
| -------------- | -------------- | ------------ | ------ | ----- | -------- |
|                | SDL            | Joji Banuve  | 11 620 | 79,04 |          |

Urbain sud-ouest
| Parti de l'élu | Parti de l'élu | Candidat élu   | Voix   | %     | Remarque |
| -------------- | -------------- | -------------- | ------ | ----- | -------- |
|                | SDL            | Jone Kubuabola | 10 123 | 86,41 |          |

Suva
| Parti de l'élu | Parti de l'élu | Candidat élu     | Voix  | %     | Remarque |
| -------------- | -------------- | ---------------- | ----- | ----- | -------- |
|                | SDL            | Mataiasi Ragigia | 7 205 | 73,04 |          |

Tamavua et Laucala
| Parti de l'élu | Parti de l'élu | Candidat élu        | Voix   | %     | Remarque |
| -------------- | -------------- | ------------------- | ------ | ----- | -------- |
|                | SDL            | Ratu Jone Waqairatu | 10 880 | 84,92 |          |

Nasinu
| Parti de l'élu | Parti de l'élu | Candidat élu | Voix   | %     | Remarque |
| -------------- | -------------- | ------------ | ------ | ----- | -------- |
|                | SDL            | Inoke Luveni | 10 631 | 84,91 |          |

#### Sièges ethniques généraux
Suva
| Parti de l'élu | Parti de l'élu | Candidat élu              | Voix  | %     | Remarque |
| -------------- | -------------- | ------------------------- | ----- | ----- | -------- |
|                | PPU            | Bernadette Rounds Ganilau | 1 458 | 53,41 |          |

Nord et est
| Parti de l'élu | Parti de l'élu | Candidat élu | Voix                                   | %                                        | Remarque |
| -------------- | -------------- | ------------ | -------------------------------------- | ---------------------------------------- | -------- |
|                | sans étiquette | Robin Irwin  | 629 (1er décompte) 2 014 (5e décompte) | 17,22 (1er décompte) 55,13 (5e décompte) |          |

Centre et ouest
| Parti de l'élu | Parti de l'élu | Candidat élu | Voix  | %     | Remarque |
| -------------- | -------------- | ------------ | ----- | ----- | -------- |
|                | PPU            | Mick Beddoes | 2 234 | 50,47 |          |

#### Sièges ethniques indo-fidjiens
Viti Levu-est
| Parti de l'élu | Parti de l'élu | Candidat élu          | Voix  | %     | Remarque |
| -------------- | -------------- | --------------------- | ----- | ----- | -------- |
|                | PT             | Sanjeet Chand Maharaj | 4 744 | 78,39 |          |

Tavua
| Parti de l'élu | Parti de l'élu | Candidat élu | Voix  | %     | Remarque |
| -------------- | -------------- | ------------ | ----- | ----- | -------- |
|                | PT             | Anand Babla  | 5 707 | 79,48 |          |

Ba-est
| Parti de l'élu | Parti de l'élu | Candidat élu | Voix  | %     | Remarque |
| -------------- | -------------- | ------------ | ----- | ----- | -------- |
|                | PT             | Jain Kumar   | 4 956 | 72,20 |          |

Ba-ouest
| Parti de l'élu | Parti de l'élu | Candidat élu            | Voix  | %     | Remarque |
| -------------- | -------------- | ----------------------- | ----- | ----- | -------- |
|                | PT             | Narendra Kumar Padarath | 7 229 | 87,32 |          |

Lautoka rural
| Parti de l'élu | Parti de l'élu | Candidat élu | Voix  | %     | Remarque |
| -------------- | -------------- | ------------ | ----- | ----- | -------- |
|                | PT             | Udit Narayan | 6 832 | 77,18 |          |

Lautoka ville
| Parti de l'élu | Parti de l'élu | Candidat élu | Voix  | %     | Remarque |
| -------------- | -------------- | ------------ | ----- | ----- | -------- |
|                | PT             | Jai Gawander | 7 629 | 79,89 |          |

Vuda
| Parti de l'élu | Parti de l'élu | Candidat élu    | Voix  | %     | Remarque |
| -------------- | -------------- | --------------- | ----- | ----- | -------- |
|                | PT             | Vyas Deo Sharma | 7 131 | 85,12 |          |

Nadi ville
| Parti de l'élu | Parti de l'élu | Candidat élu        | Voix  | %     | Remarque |
| -------------- | -------------- | ------------------- | ----- | ----- | -------- |
|                | PT             | Gunasagaran Gounder | 8 108 | 76,06 |          |

Nadi rural
| Parti de l'élu | Parti de l'élu | Candidat élu   | Voix  | %     | Remarque |
| -------------- | -------------- | -------------- | ----- | ----- | -------- |
|                | PT             | Perumal Mupnar | 6 825 | 71,91 |          |

Nadroga
| Parti de l'élu | Parti de l'élu | Candidat élu       | Voix  | %     | Remarque |
| -------------- | -------------- | ------------------ | ----- | ----- | -------- |
|                | PT             | Lekh Ram Vayeshnoi | 7 219 | 81,04 |          |

Viti Levu-sud et Kadavu
| Parti de l'élu | Parti de l'élu | Candidat élu       | Voix  | %     | Remarque |
| -------------- | -------------- | ------------------ | ----- | ----- | -------- |
|                | PT             | Chaitanya Lakshman | 5 575 | 81,99 |          |

Suva
| Parti de l'élu | Parti de l'élu | Candidat élu | Voix  | %     | Remarque |
| -------------- | -------------- | ------------ | ----- | ----- | -------- |
|                | PT             | Gyani Nand   | 7 660 | 77,32 |          |

Vanua Levu-ouest
| Parti de l'élu | Parti de l'élu | Candidat élu | Voix  | %     | Remarque |
| -------------- | -------------- | ------------ | ----- | ----- | -------- |
|                | PT             | Surendra Lal | 4 886 | 73,75 |          |

Laucala
| Parti de l'élu | Parti de l'élu | Candidat élu | Voix   | %     | Remarque |
| -------------- | -------------- | ------------ | ------ | ----- | -------- |
|                | PT             | Dewan Chand  | 13 133 | 89,43 |          |

Nasinu
| Parti de l'élu | Parti de l'élu | Candidat élu | Voix   | %     | Remarque |
| -------------- | -------------- | ------------ | ------ | ----- | -------- |
|                | PT             | Krishna Datt | 10 940 | 90,89 |          |

Tailevu et Rewa
| Parti de l'élu | Parti de l'élu | Candidat élu | Voix  | %     | Remarque |
| -------------- | -------------- | ------------ | ----- | ----- | -------- |
|                | PT             | Ragho Nand   | 8 058 | 86,69 |          |

Labasa ville
| Parti de l'élu | Parti de l'élu | Candidat élu  | Voix  | %     | Remarque |
| -------------- | -------------- | ------------- | ----- | ----- | -------- |
|                | PT             | Kamlesh Reddy | 6 813 | 84,14 |          |

Labasa rural
| Parti de l'élu | Parti de l'élu | Candidat élu   | Voix  | %     | Remarque |
| -------------- | -------------- | -------------- | ----- | ----- | -------- |
|                | PT             | Mohammed Tahir | 5 279 | 83,16 |          |

Macuata-est et Cakaudrove
| Parti de l'élu | Parti de l'élu | Candidat élu | Voix  | %     | Remarque |
| -------------- | -------------- | ------------ | ----- | ----- | -------- |
|                | PT             | Vijay Chand  | 5 298 | 83,29 |          |

#### Siège ethnique rotumien
Rotuma
| Parti de l'élu | Parti de l'élu | Candidat élu  | Voix                                     | %                                        | Remarque |
| -------------- | -------------- | ------------- | ---------------------------------------- | ---------------------------------------- | -------- |
|                | sans étiquette | Jioji Konrote | 1 983 (1er décompte) 2 508 (3e décompte) | 44,71 (1er décompte) 56,55 (3e décompte) |          |

#### Sièges ouverts (non-ethniques)
Tailevu-nord et Ovalau
| Parti de l'élu | Parti de l'élu | Candidat élu      | Voix  | %     | Remarque |
| -------------- | -------------- | ----------------- | ----- | ----- | -------- |
|                | SDL            | Josefa Vosanibola | 7 342 | 51,18 |          |

Tailevu-sud et Lomaiviti
| Parti de l'élu | Parti de l'élu | Candidat élu       | Voix   | %     | Remarque |
| -------------- | -------------- | ------------------ | ------ | ----- | -------- |
|                | SDL            | Adi Asenaca Caucau | 10 400 | 61,43 |          |

Nausori et Naitasiri
| Parti de l'élu | Parti de l'élu | Candidat élu    | Voix                                     | %                                        | Remarque |
| -------------- | -------------- | --------------- | ---------------------------------------- | ---------------------------------------- | -------- |
|                | SDL            | Asaeli Masilaca | 7 723 (1er décompte) 8 298 (4e décompte) | 48,84 (1er décompte) 52,91 (4e décompte) |          |

Nasinu et Rewa
| Parti de l'élu | Parti de l'élu | Candidat élu | Voix                                     | %                                        | Remarque |
| -------------- | -------------- | ------------ | ---------------------------------------- | ---------------------------------------- | -------- |
|                | PT             | Azim Hussein | 8 611 (1er décompte) 9 436 (5e décompte) | 48,87 (1er décompte) 53,57 (5e décompte) |          |

Cunningham
| Parti de l'élu | Parti de l'élu | Candidat élu | Voix  | %     | Remarque |
| -------------- | -------------- | ------------ | ----- | ----- | -------- |
|                | SDL            | Rajesh Singh | 9 831 | 51,15 |          |

Laucala
| Parti de l'élu | Parti de l'élu | Candidat élu    | Voix                                     | %                                        | Remarque |
| -------------- | -------------- | --------------- | ---------------------------------------- | ---------------------------------------- | -------- |
|                | SDL            | Salabula Losena | 7 138 (1er décompte) 7 856 (5e décompte) | 45,46 (1er décompte) 50,04 (5e décompte) |          |

Samabula et Tamavua
| Parti de l'élu | Parti de l'élu | Candidat élu   | Voix                                     | %                                        | Remarque |
| -------------- | -------------- | -------------- | ---------------------------------------- | ---------------------------------------- | -------- |
|                | PT             | Monica Raghwan | 5 332 (1er décompte) 7 162 (5e décompte) | 40,15 (1er décompte) 53,93 (5e décompte) |          |

Suva
| Parti de l'élu | Parti de l'élu | Candidat élu        | Voix                                     | %                                        | Remarque |
| -------------- | -------------- | ------------------- | ---------------------------------------- | ---------------------------------------- | -------- |
|                | SDL            | Misaele Weleilakeba | 5 705 (1er décompte) 6 135 (5e décompte) | 47,39 (1er décompte) 50,96 (5e décompte) |          |

Lami
| Parti de l'élu | Parti de l'élu | Candidat élu            | Voix  | %     | Remarque |
| -------------- | -------------- | ----------------------- | ----- | ----- | -------- |
|                | SDL            | Mere Tuisalalo Samisoni | 7 664 | 55,82 |          |

Lomaivuna, Namosi et Kadavu
| Parti de l'élu | Parti de l'élu | Candidat élu | Voix   | %     | Remarque |
| -------------- | -------------- | ------------ | ------ | ----- | -------- |
|                | SDL            | Ted Young    | 11 817 | 73,02 |          |

Ra
| Parti de l'élu | Parti de l'élu | Candidat élu    | Voix   | %     | Remarque |
| -------------- | -------------- | --------------- | ------ | ----- | -------- |
|                | SDL            | George Shiu Raj | 10 172 | 63,54 |          |

Tavua
| Parti de l'élu | Parti de l'élu | Candidat élu | Voix  | %     | Remarque |
| -------------- | -------------- | ------------ | ----- | ----- | -------- |
|                | PT             | Damodar      | 7 231 | 53,89 |          |

Ba
| Parti de l'élu | Parti de l'élu | Candidat élu      | Voix   | %     | Remarque |
| -------------- | -------------- | ----------------- | ------ | ----- | -------- |
|                | PT             | Mahendra Chaudhry | 10 709 | 63,27 |          |

Magodro
| Parti de l'élu | Parti de l'élu | Candidat élu | Voix  | %     | Remarque |
| -------------- | -------------- | ------------ | ----- | ----- | -------- |
|                | PT             | Gyan Singh   | 9 000 | 58,01 |          |

Lautoka ville
| Parti de l'élu | Parti de l'élu | Candidat élu | Voix                                     | %                                        | Remarque |
| -------------- | -------------- | ------------ | ---------------------------------------- | ---------------------------------------- | -------- |
|                | PT             | Daniel Urai  | 7 420 (1er décompte) 7 839 (5e décompte) | 49,48 (1er décompte) 52,28 (5e décompte) |          |

Vuda
| Parti de l'élu | Parti de l'élu | Candidat élu  | Voix  | %     | Remarque |
| -------------- | -------------- | ------------- | ----- | ----- | -------- |
|                | PT             | Felix Anthony | 9 745 | 62,16 |          |

Nadi
| Parti de l'élu | Parti de l'élu | Candidat élu | Voix                                     | %                                        | Remarque |
| -------------- | -------------- | ------------ | ---------------------------------------- | ---------------------------------------- | -------- |
|                | PT             | Amjad Ali    | 8 630 (1er décompte) 9 688 (9e décompte) | 46,43 (1er décompte) 52,13 (9e décompte) |          |

Yasawa et Nawaka
| Parti de l'élu | Parti de l'élu | Candidat élu | Voix  | %     | Remarque |
| -------------- | -------------- | ------------ | ----- | ----- | -------- |
|                | PT             | Sivia Qoro   | 7 858 | 50,30 |          |

Nadroga
| Parti de l'élu | Parti de l'élu | Candidat élu    | Voix                                     | %                                        | Remarque |
| -------------- | -------------- | --------------- | ---------------------------------------- | ---------------------------------------- | -------- |
|                | PT             | Mesulame Rakuro | 6 959 (1er décompte) 7 939 (4e décompte) | 46,90 (1er décompte) 53,50 (4e décompte) |          |

Serua et Navosa
| Parti de l'élu | Parti de l'élu | Candidat élu     | Voix                                      | %                                        | Remarque |
| -------------- | -------------- | ---------------- | ----------------------------------------- | ---------------------------------------- | -------- |
|                | SDL            | Jone Navakamocea | 8 537 (1er décompte) 10 143 (7e décompte) | 48,01 (1er décompte) 57,04 (5e décompte) |          |

Bua et Macuata-ouest
| Parti de l'élu | Parti de l'élu | Candidat élu  | Voix  | %     | Remarque |
| -------------- | -------------- | ------------- | ----- | ----- | -------- |
|                | SDL            | Josefa Dimuri | 8 307 | 54,40 |          |

Labasa
| Parti de l'élu | Parti de l'élu | Candidat élu | Voix  | %     | Remarque |
| -------------- | -------------- | ------------ | ----- | ----- | -------- |
|                | PT             | Poseci Bune  | 8 066 | 62,19 |          |

Macuata-est
| Parti de l'élu | Parti de l'élu | Candidat élu   | Voix  | %     | Remarque |
| -------------- | -------------- | -------------- | ----- | ----- | -------- |
|                | PT             | Agni Deo Singh | 8 357 | 62,51 |          |

Cakaudrove-ouest
| Parti de l'élu | Parti de l'élu | Candidat élu           | Voix  | %     | Remarque |
| -------------- | -------------- | ---------------------- | ----- | ----- | -------- |
|                | SDL            | Ratu Osea Vakalalabure | 8 409 | 59,38 |          |

Lau, Taveuni et Rotuma
| Parti de l'élu | Parti de l'élu | Candidat élu         | Voix   | %     | Remarque |
| -------------- | -------------- | -------------------- | ------ | ----- | -------- |
|                | SDL            | Savenaca Draunidaloe | 10 888 | 78,51 |          |